# Киго Харбор (Мичиган)
Киго Харбор (енгл. Keego Harbor) град је у америчкој савезној држави Мичиген. По попису становништва из 2010. у њему је живело 2.970 становника.

## Демографија
Према попису становништва из 2010. у граду је живело 2.970 становника, што је 201 (7,3%) становника више него 2000. године.
| Група             | 2000.         | 2010.         |
| Белци             | 2.525 (91,2%) | 2.328 (78,4%) |
| Афроамериканци    | 17 (0,6%)     | 183 (6,2%)    |
| Азијати           | 29 (1,0%)     | 68 (2,3%)     |
| Хиспаноамериканци | 121 (4,4%)    | 322 (10,8%)   |
| Укупно            | 2.769         | 2.970         |